# Александър Лавейкин
Алекса́ндър Ива́нович Лаве́йкин (род. на 21 април 1951 г. в Москва) бивш съветски космонавт, летял на космическия кораб Союз ТМ-2.

## Биография
Роден в Москва в семейството на военнослужещ. Баща му е Иван Лавейкин също е Герой на Съветския съюз.
Завършва средно образование със задълбочено изучаване на немски език в Москва, което завършва през 1968 г. След училището постъпва в Московското висше техническо училище "Н. Бауман в машиностроителния факултет по специалността „Производство на космически апарати“, която завършил през 1974 г.
След училището работил в конструкторско бюро, където взел участие в създаването и изпитването на космическа техника.
През 1978 г. е приет в отряда на космонавтите, където преминал пълния курс по общокосмическа подготовка и курс за подготовка за космически полети с космическите кораби „Союз ТМ“ и орбиталната станция „Мир“ и „Салют“.
Първия си и единствен космически полет извършил на 6 февруари 1987 г. на орбиталната станция „Мир“ кат бординженер на кораб „Союз ТМ-2“ (командир на кораба е Юрий Романенко). На станцията работи до 30 юли 1987 г., след което се връща на Земята със съветско-сирийския екипаж на посетителската експедиция. Общата продължителност на полета е 174 денонощия 3 часа 25 минути и 56 секунди. По време на престоя на станцията Александър Лавейкин три пъти излизал в открития космос, където прекарал 8 часа 48 минути.
В отряда на космонавтите продължава да работи като инструктор-космонавт-изпитател 2-ри клас до 28 март 1994 г. Излиза в пенсия поради навършване на пределна възраст.
Живее в Москва, президент е на регионалната обществена организация на Героите на Съветския съюз.

## Награди и звания
- Герой на Съветския съюз (1987 г.)
- орден „Ленин“ (1987 г.),
- медал „Златна звезда“,
- орден „Герой на Сирия“,
- орден за Дружба и сътрудничество (Сирия)